# Дмитріюк Карпо
Дмитріюк Карпо Романович (11 жовтня 1885, Костомолоти, Більський повіт, Люблінська губернія — 24 червня 1921, Берестя, Поліське воєводство) — український громадський діяч, педагог. Брат Василя Дмитріюка, племінник архієпископа Російської православної церкви Флавіана (Дмитріюка).
1906 р. закінчив Холмську духовну семінарію та вступив на історико-філологічний факультет Санкт-Петербурзького університету.

## Громадська діяльність
Член Просвіти. Секретар Товариства холмщаків-українців у Москві.
9 квітня 1917 р. зборами Товариства холмщаків-українців у Москві рекомендований на посаду Холмського губернського комісара. Зустрічався з Михайлом Грушевським в справі організації української адміністрації на Холмщині, Підляшші і Поліссі.
На Всенародному з'їзді Холмщини (7-12 вересня 1917) обраний одним з сіми членів Холмського губернського виконавчого комітету, делегатом до Української Центральної Ради.
Як представник Холмського виконавчого комітету був на прийомі в гетьмана Павла Скоропадського у справі фактичного приєднання до Української держави південно-західніх повітів Холмської губернії.

## Педагогічна діяльність
Працював учителем у Варшаві та Москві. В 1917 помічник Київського губерніального комісару освіти. Перший комісар освіти Холмського губерніального староства (1918–1919). Організатор і керівник вчительських курсів. В 1920 працював у приватній гімназії в Білостоці.